# Kajovka
Kajovka (en ucraniano: Каховка; en ruso: Каховка) es una ciudad ucraniana perteneciente al óblast de Jersón. Situada en el sur del país, es parte del raión homónimo y del municipio (hromada) de Kajovka.
La ciudad se encuentra ocupada por Rusia desde febrero de 2022 en el marco de la invasión rusa de Ucrania.

## Geografía
Kajovka está situada en la orilla izquierda del río Dniéper, en frente de Berislav y 71 km al noreste de Jersón.

### Clima
| Parámetros climáticos promedio de Kajovka | Parámetros climáticos promedio de Kajovka | Parámetros climáticos promedio de Kajovka | Parámetros climáticos promedio de Kajovka | Parámetros climáticos promedio de Kajovka | Parámetros climáticos promedio de Kajovka | Parámetros climáticos promedio de Kajovka | Parámetros climáticos promedio de Kajovka | Parámetros climáticos promedio de Kajovka | Parámetros climáticos promedio de Kajovka | Parámetros climáticos promedio de Kajovka | Parámetros climáticos promedio de Kajovka | Parámetros climáticos promedio de Kajovka | Parámetros climáticos promedio de Kajovka |
| Mes                                       | Ene.                                      | Feb.                                      | Mar.                                      | Abr.                                      | May.                                      | Jun.                                      | Jul.                                      | Ago.                                      | Sep.                                      | Oct.                                      | Nov.                                      | Dic.                                      | Anual                                     |
| ----------------------------------------- | ----------------------------------------- | ----------------------------------------- | ----------------------------------------- | ----------------------------------------- | ----------------------------------------- | ----------------------------------------- | ----------------------------------------- | ----------------------------------------- | ----------------------------------------- | ----------------------------------------- | ----------------------------------------- | ----------------------------------------- | ----------------------------------------- |
| Temp. máx. abs. (°C)                      | 11                                        | 18                                        | 22                                        | 27                                        | 32                                        | 36                                        | 35                                        | 35                                        | 33                                        | 28                                        | 17                                        | 13                                        | 36                                        |
| Temp. máx. media (°C)                     | 0                                         | 1                                         | 6                                         | 14                                        | 21                                        | 25                                        | 27                                        | 26                                        | 21                                        | 14                                        | 6                                         | 2                                         | 13                                        |
| Temp. media (°C)                          | -2                                        | -1                                        | 3                                         | 10                                        | 16                                        | 20                                        | 22                                        | 21                                        | 17                                        | 10                                        | 4                                         | 0                                         | 10                                        |
| Temp. mín. media (°C)                     | -5                                        | -4                                        | 0                                         | 5                                         | 11                                        | 15                                        | 17                                        | 16                                        | 12                                        | 6                                         | 1                                         | -2                                        | 6                                         |
| Temp. mín. abs. (°C)                      | -20                                       | -26                                       | -18                                       | -3                                        | 0                                         | 7                                         | 10                                        | 7                                         | 0                                         | -5                                        | -13                                       | -16                                       | -26                                       |
| Días de precipitaciones (≥ 1 mm)          | 12                                        | 12                                        | 10                                        | 10                                        | 8                                         | 7                                         | 6                                         | 5                                         | 5                                         | 6                                         | 10                                        | 13                                        | 104                                       |
| Días de lluvias (≥ 1 mm)                  | 6                                         | 7                                         | 7                                         | 10                                        | 8                                         | 7                                         | 6                                         | 5                                         | 5                                         | 6                                         | 8                                         | 8                                         | 83                                        |
| Días de nevadas (≥ 1 mm)                  | 8                                         | 7                                         | 5                                         | 0                                         | 0                                         | 0                                         | 0                                         | 0                                         | 0                                         | 0                                         | 2                                         | 6                                         | 28                                        |
| Fuente: Weatherbase                       |                                           |                                           |                                           |                                           |                                           |                                           |                                           |                                           |                                           |                                           |                                           |                                           |                                           |

## Historia
El origen de Kajovka remonta al año 1492, y a la fundación por Meñli I Giray, kan de Crimea, de la fortaleza de Islâm-Kermen (en tártaro de Crimea: اسلام كرما; en turco otomano: اسلام كرمان‎, romanizado: Islâm Kirmân, lit. 'fortaleza del Islam'). La fortaleza estaba situada junto a uno de los cruces del Dniéper, el cruce de Tavan. La fortaleza fue arrasada en 1695 durante las campañas de Azov de los moscovitas dirigidas por Boris Sheremétiev y asistidas por hetmanato cosaco de Iván Mazepa.
En 1771, sobre su emplazamiento se construye la fortaleza Shaguinguireiske (en ucraniano: Шагингирейське). Poco después de la anexión de Crimea por el Imperio ruso, en 1791 el coronel ruso D.M. Kulikovski construyó en lugar de la antigua fortaleza de Crimea la ciudad comercial de Kajovka. Fue nombrado en honor del gobernador de la gobernación de Táurida, Vasili Kajovski. En 1848 la villa obtuvo los derechos de ciudad. En las décadas de 1870 y 1890, la ciudad era famosa por tener una gran población de contratistas de bajos ingresos (batraki). Según NJ Tjezjakov, un economista ruso, entre 20.000 y 40.000 batraki se reunían en la ciudad al mismo tiempo, el 80% de ellos hombres.
En diciembre de 1918, por decisión de la administración del uyezd de Dnipro, Kajovka fue declarada ciudad. En agosto de 1920, durante el impulso final de la guerra civil rusa para expulsar al Movimiento Blanco de Wrangel de Crimea, Ieronim Uborévich estableció una cabeza de puente como parte de la operación Táurida del Norte en Kajovka, que se convirtió en el lugar de feroces batallas, que Evan Mawdsley descrito como "probablemente lo más cerca que estuvo la guerra civil de la lucha en las trincheras de la guerra mundial".
Durante la Segunda Guerra Mundial, Kajovka fue capturado por la Wehrmacht el 30 de agosto de 1941 como parte de la operación Barbarroja. Los alemanes operaron una prisión nazi en la ciudad. Fue retomada por el 4º Frente Ucraniano durante la ofensiva de Melitópol en la batalla del Dniéper el 2 de noviembre de 1943. Más de 4.000 residentes de Kajovka murieron durante la guerra.
En 1952, Kajovka recibió el estatus de ciudad de subordinación regional, pero lo perdió el 4 de junio de 1958. Entre 1947 y 1956, son construidas la presa y la central hidroeléctrica de Kajovka sobre el Dniéper, creando el vasto embalse de Kajovka, de 240 km de largo y una superficie de 2155 kilómetros cuadrados. La ciudad de Nueva Kajovka fue construida un poco más abajo de Kajovka por los trabajadores de las obras de la central.
El asteroide del cinturón principal exterior (2894) Kakhovka lleva el nombre de la ciudad.
En 1972, la Rada Suprema de la República Socialista Soviética de Ucrania otorgó a la ciudad el rango de ciudad de importancia regional. Hasta el 18 de julio de 2020, Kajovka sirvió como centro administrativo del raión de Kajovka aunque no pertenecía al raion. En julio de 2020, como parte de la reforma administrativa de Ucrania, que redujo el número de raiones del óblast de Jersón a cinco, la ciudad de Kajovka se fusionó con el raión homónimo. Simultáneamente, el centro de raion se trasladó a Nueva Kajovka.
La ciudad fue capturada el 24 de febrero de 2022 por las tropas rusas durante la invasión rusa de Ucrania. Más tarde avanzaron hacia Mikolaiv, buscando una forma de cruzar el río Bug Meridional. En Kajovka se organizaron varias manifestaciones contra las tropas rusas los días 6 de marzo, 21 de marzo y 3 de abril, cuando la protesta fue disuelta con disparos contra los manifestantes. El 6 de junio de 2023, se produjo la destrucción del embalse de Kajovka, acción atribuida al ejército ruso, lo cual llevó a la inundación de todos los alrededores de la desembocadura del río Dniéper.

## Demografía
La evolución de la población de Kajovka entre 1886 y 2022 fue la siguiente:
| 611                                                           | 6672 | 7495 | 12 601 | 18 628 | 28 472 | 38 742 | 42 895 | 38 238 | 38 001 | 37 342 | 36 599 | 34 749 |
| (Fuente: Cities & Towns of Ukraine y UKRAINE: Größere Städte) |      |      |        |        |        |        |        |        |        |        |        |        |

Según el censo de 2001, la lengua materna de la mayoría de los habitantes, el 73,85%, es el ucraniano; del 25,27% es el ruso.

## Economía
Kajovka es uno de los centros industriales del óblast de Jersón. El líder de la producción industrial es la sociedad anónima "Planta Kakhovsky de Equipos de Soldadura Eléctrica". La planta produce modernos equipos de soldadura eléctrica, que se suministran a casi 80 países del mundo.
El canal de Crimea del Norte, de 400 km de largo, alimenta Crimea de agua del río Dniéper, permitiendo el riego de una región agrícola en los alrededores de Kajovka y favoreciendo una agricultura de alto rendimiento.
La empresa agroalimentaria Chumak (en ucraniano: Чумак) fue fundada en Kajovka en 1996 por dos emprendedores suecos: Johan Boden y Carl Sturen. Posee diez fábricas en Kajovka: una conservera productos a base de tomates, pepinos marinados, mahonesa, salsas y legumbres en conserva, como pepinos, pimientos, etc.) y una refinadora de aceite de girasol. La sociedad, que emplea en total a 1400 trabajadores (datos de 2007), tiene una tercera fábrica en Skadovsk (kétchup, etc.), al sur del óblast.

## Infraestructura

### Arquitectura, monumentos y lugares de interés
Hay un museo histórico en la ciudad, que es visitado por hasta 10.000 personas cada año.

### Transporte
La carretera comarcal P-47 atraviesa la ciudad y la autopista M14E58 Odesa-Melitópol-Novoazovsk pasa por las afueras del sur de la ciudad. Aquí también está la línea ferroviaria de vía única no electrificada Jersón-Kajovka-Zaporiyia.
Al lado de la ciudad en Tavrisk se encuentra la estación de tren de carga y pasajeros de Kajovka de la Dirección de Transporte Ferroviario de Jersón. 

## Cultura
El Palacio de Cultura, Juventud y Deportes de la ciudad de Kajovka es una de las instituciones culturales básicas de la región. Emplea a 6 grupos populares y 3 de aficionados ejemplares, más de 10 clubes y asociaciones de aficionados. 
Los Juegos de Táurida son un popular festival de música al aire libre que tuvieron lugar en la ciudad cada año entre los años 1992-2010.

## Personas descadas
- Aleksandr Spendiaryán (1871-1928): compositor, director de orquesta, fundador de la Orquesta Sinfónica Nacional de Armenia y uno de los patriarcas de la música clásica armenia.

## Galería

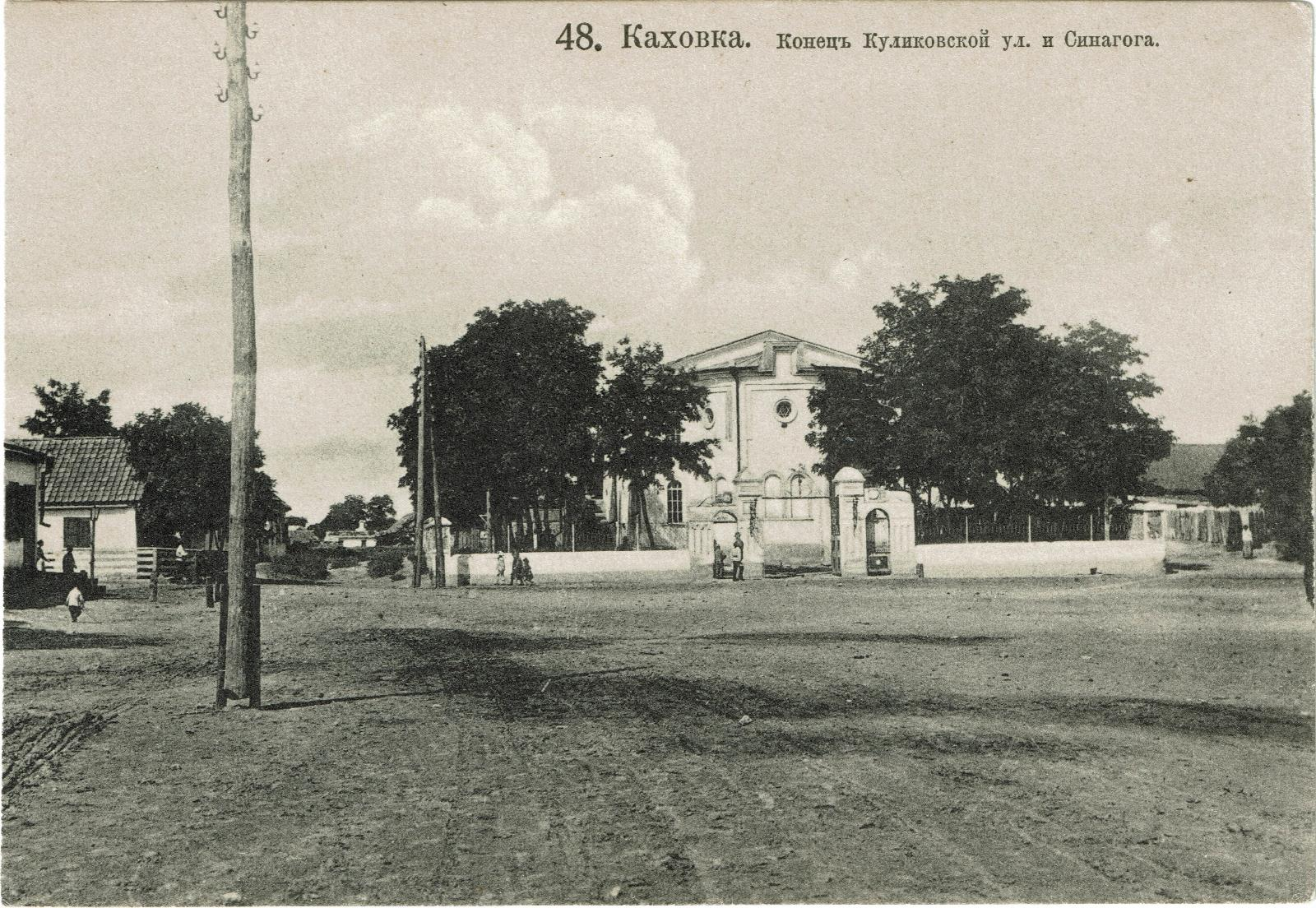
Antigua sinagoga de Kajovka (1910).
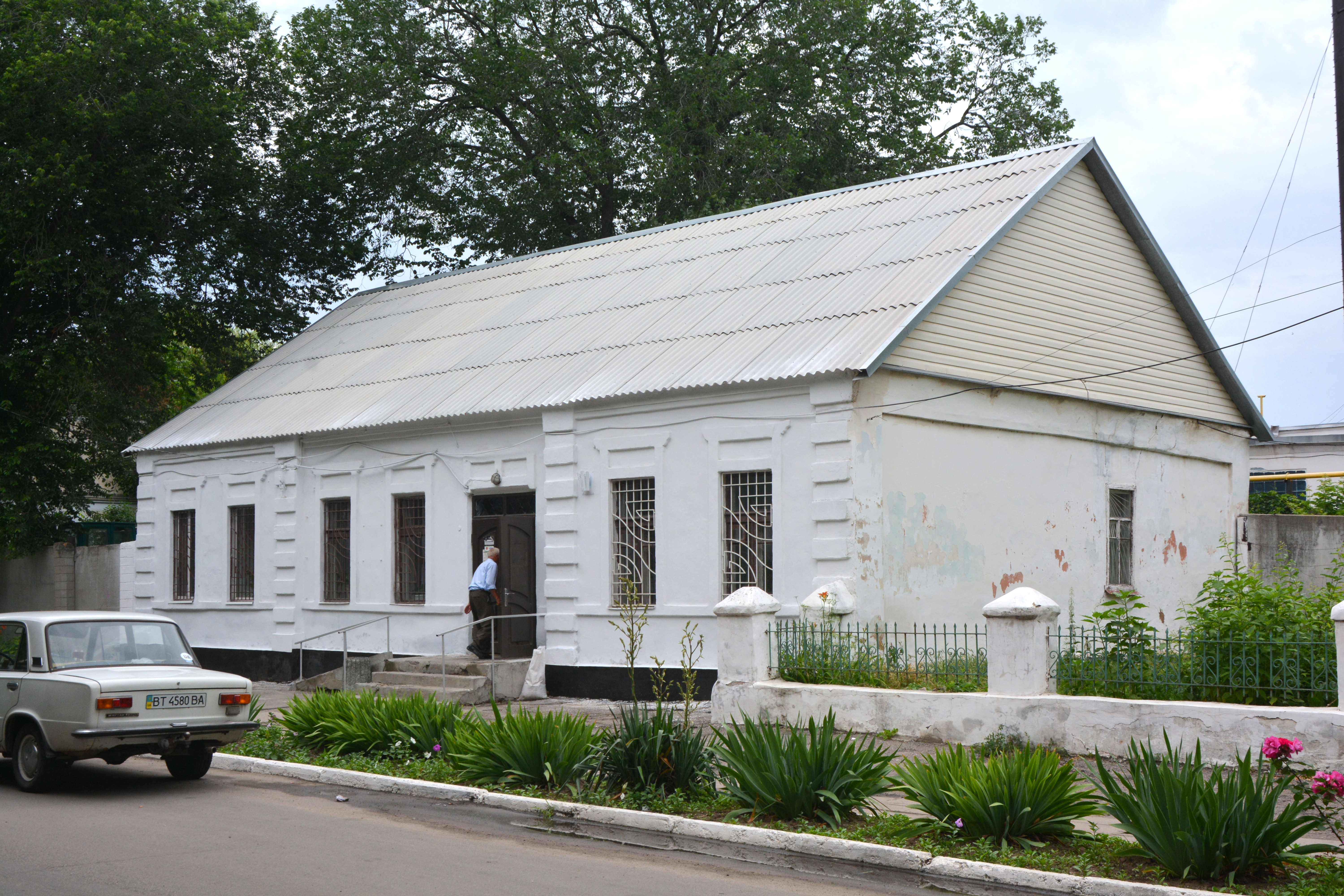
Antiguos cuarteles generales de Mijaíl Frunze
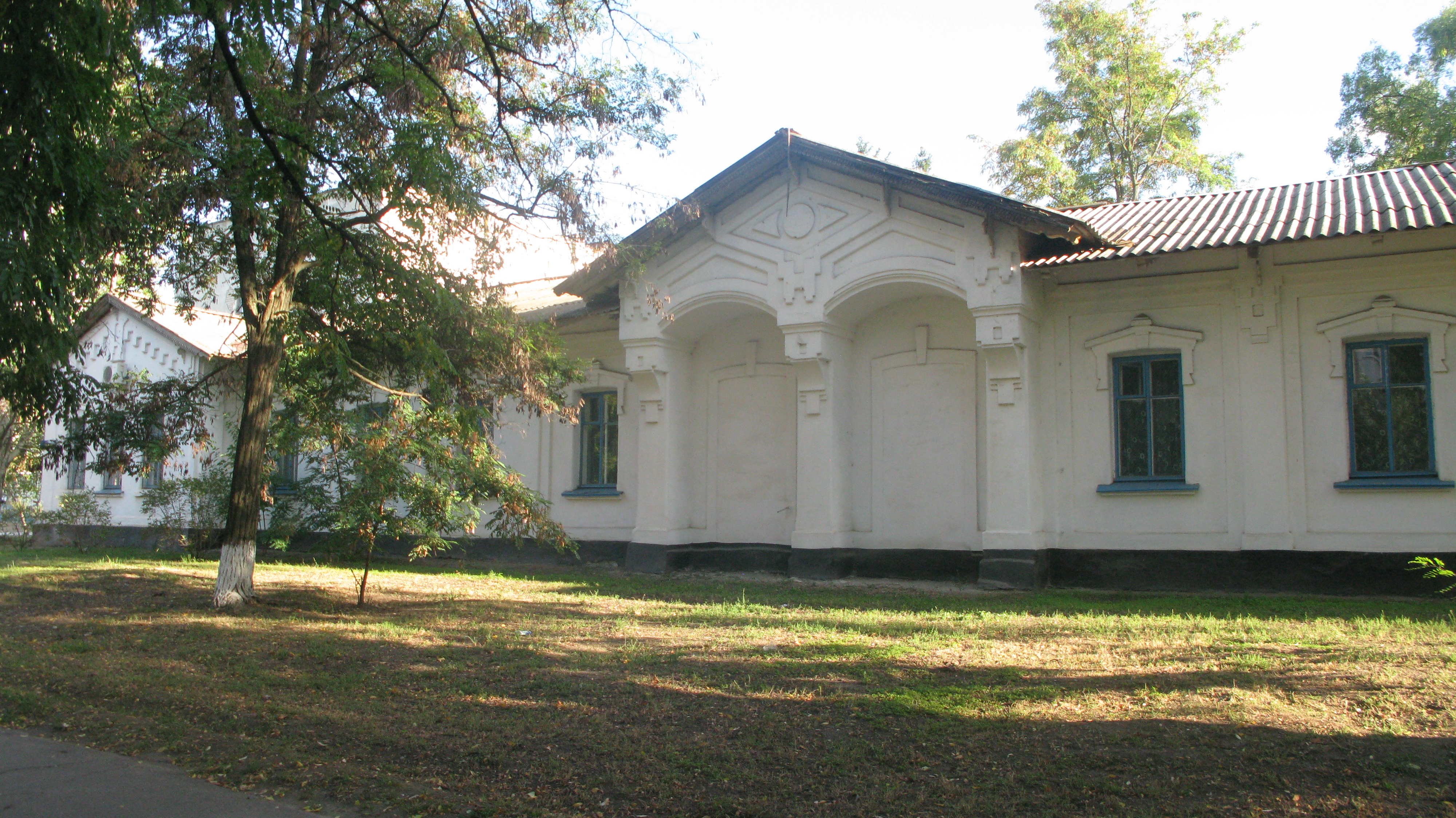
Antiguo hospital Zemstvo
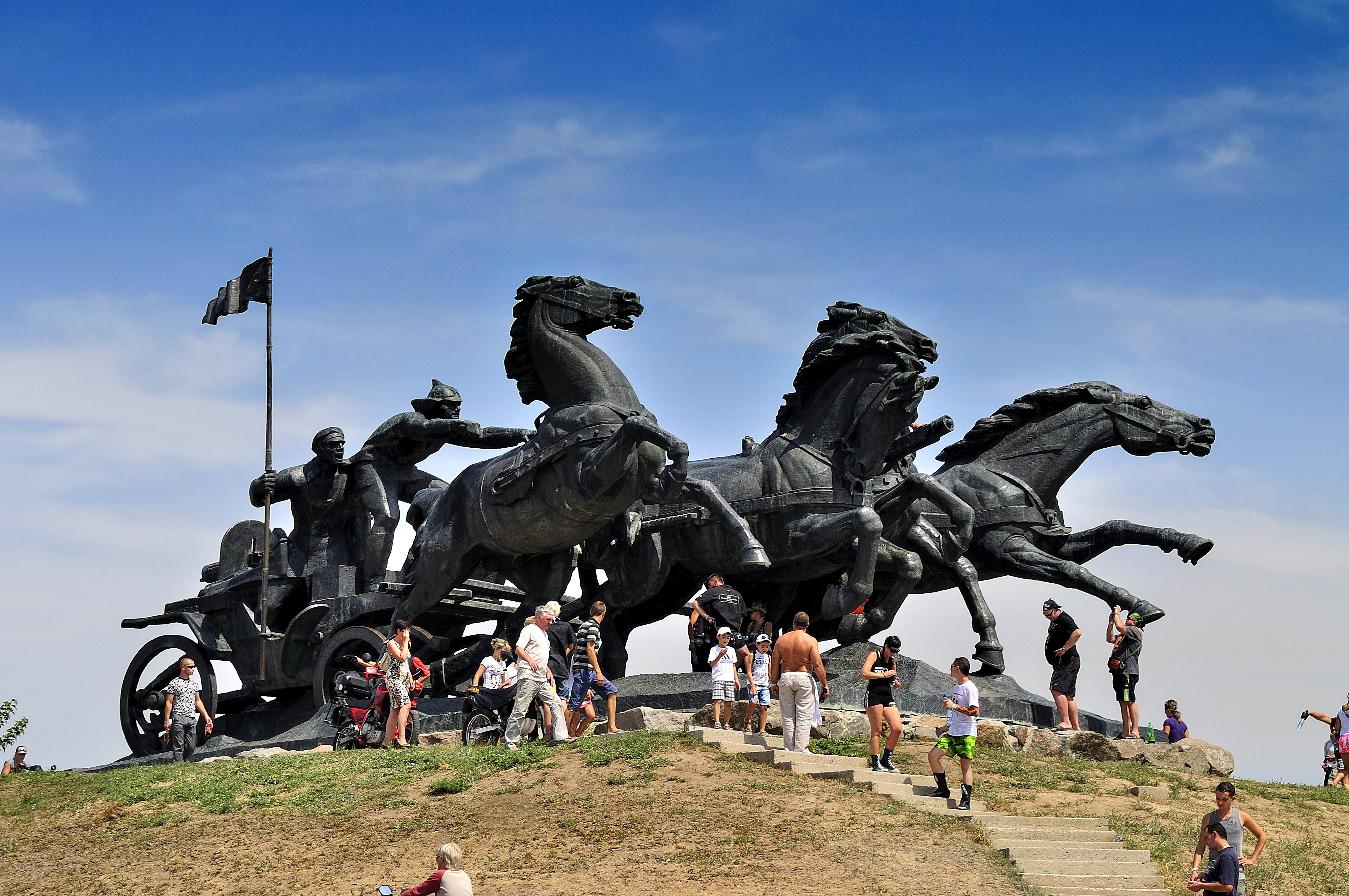
Monumento a la tachanka
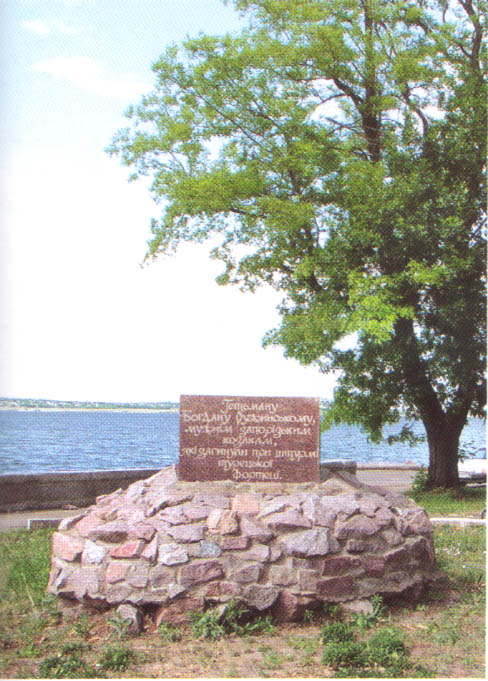
Monumento cerca de Kajovka
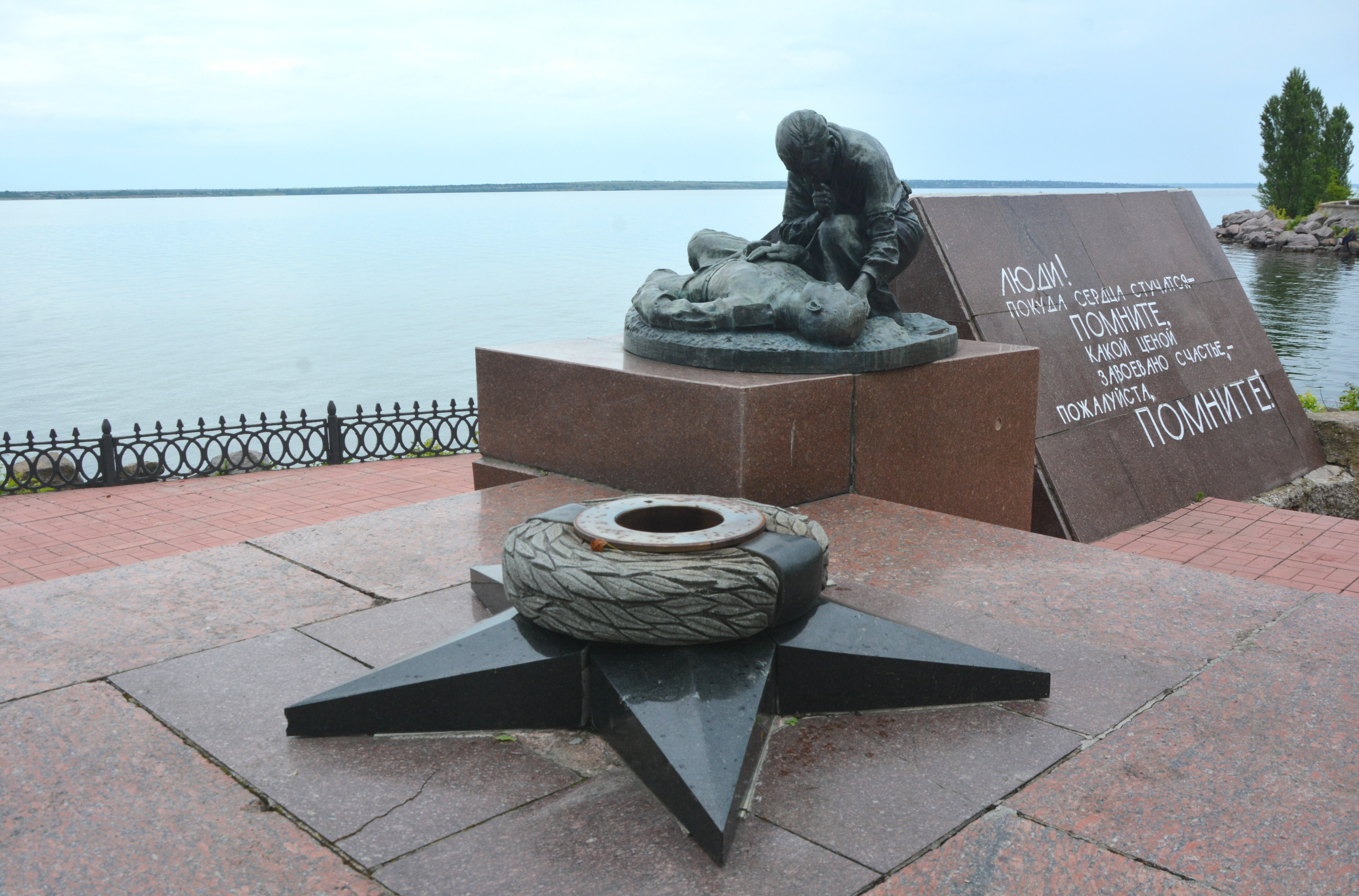
Memorial soviético a orillas del Dniéper

## Ciudades hermanadas
Kajovka está hermanada con las siguientes ciudades:
- Oleśnica, Polonia.